# كسيلة برشيش
كسيلة برشيش : وبالفرنسية ( KOCEILA BERCHICHE ) لاعب كرة قدم جزائري يلعب لنادي مولودية الجزائر بمركز قلب الدفاع.
ولد في 5 أوت 1985 بتيزي وزو
الأندية :
2012-2013 مولودية العلمة
2011-2012 مولودية العلمة 28 مباراة هدف واحد
2011-2012 شباب قسنطينة 1
2010-2011 شبيبة القبائل 16
2009-2010 شبيبة القبائل 13
في 9-7-2014 انتقل إلى نادي مولودية الجزائر
إنجازاته :
كأس الجزائر 2011 مع شبيبة القبائل
المصدر :
http://eurosport.anayou.com/football/كسيلة-برشيش_prs224725/ar-person.shtml